# 신디사이저 V
신디사이저 V(영어: Synthesizer V)는 드림토닉스에서 개발한 음성 합성 소프트웨어 제품이다.

## 개요
신디사이저 V Studio의 노래 합성은 연결 합성 및 인공 신경망 기반 노래 음성 합성을 결합한다.
신디사이저 V Studio는 신디사이저 V Studio Basic 및 신디사이저 V Studio Pro라는 이름으로 다양한 무료 및 유료 버전으로 제공된다. 

## 역사
신디사이저 V는 UTAU 리샘플러인 Moresampler의 개발에서 비롯되었으며, 화칸루가 개발하였다. 2018년 8월 19일 베타 버전으로 출시되었고, 12월 23일 1세대 에디터인 신디사이저 V를 출시하였다.
2020년 1월에는 기능이 제한된 웹 버전이 출시되었다.
2020년 7월, 2세대 에디터인 신디사이저 V Studio가 출시되었다.
2020년 12월, 신디사이저 V Studio는 AI 엔진을 도입하여 랩 보컬과 다국어 노래 합성(영어, 일본어, 관화, 광둥어, 한국어 및 스페인어)을 도입했으며, 이후 업그레이드가 지원된다.
2025년 3월 21일, 신디사이저 V Studio 2 (SV2)가 출시되어 합성 품질 및 처리 속도가 향상되었으며, 새롭고 개선된 기능이 추가되었다.